# 尹吉甫墓 (平遥)
平遥尹吉甫墓，据称是周宣王时受命北伐猃狁的辅臣尹吉甫（公元前852—775年）的墓地，位于中国山西省晋中市平遥县平遥古城上东门外50米。附近东城墙下有点将台，东门内50米处有尹吉甫庙。
1973年11月15日，尹吉甫墓公布为平遥县文物保护单位。。